# 圣何塞岛 (巴拿马)
圣何塞岛（西班牙語：Isla San José）是珍珠群岛的第二大岛，面积约44 km²，2000年的人口统计数据为10人。